# Roger I Trencavel
Roger I de Trencavel, (Roger I de Beziers), (m. 1150) era el hijo mayor de Bernard Ato IV, Vizconde de Albi, Agde, Béziers, Carcassonne, Nîmes, y Razès. A la muerte de su padre en 1130 heredó Albi, Carcasona, y Razès, mientras que su hermano menor Ramón heredó Agde y Béziers y el menor de todos, Bernard Ato V heredó Nîmes.
Comenzando en Carcassonne en 1141, Roger fue el gobernante Trencavel en nombrar vicarios para manejar el asunto de los vizcondados a nivel local. Nombró vicarios tanto para su corte como para otras regiones. Sin embargo, el gobierno de los Trencavel era aún bastante primitivo en la época de Roger I. 
Roger fue un notable benefactor de los Templarios y un ferviente Cruzado, haciendo grandes donaciones para la construcción del primer preceptorio templario en Occitania en Douzens. Realizó una donación al Temple en 1133 de la aldea de Brucafel "para que el Omnipotente Dios, en su misericordia, nos haga a nosotros y a nuestra posteridad vivir en buena perseverancia, y que después de que el curso de esta vida se digne a recibirnos en buen final." En julio de 1147 Roger trató de unirse a la Segunda Cruzada y concedió al preceptorio de Douzens el pueblo de Campagne-sur-Aude con total jurisdicción a cambio de un préstamo de 3.000 solidi de Urgel sobre la tierra. Roger también declaró a los Templarios exentos de impuestos como el usaticum, en todos sus territorios. Partió de Agde en la Cruzada después de ser liberado del gravamen de la hipoteca a finales de 1147.

## Matrimonios
Roger desposó a Alazais de Pons y Saintonge. No tuvieron descendencia. Se volvió a casar en 1139 con Bernarda de Comminges, pero murió sin hijos en 1150. Fue sucedido en la ciudad de Carcassonne, de acuerdo a un pacto de 1132, por su hermano Ramón, al igual que Albi y Razès. Su otro hermano, Bernardo Ato gobernó sobre Agde, que finalmente fue dividida entre los hermanos supervivientes.